# Associazione Calcio Pavia 1981-1982
Questa voce raccoglie le informazioni riguardanti l'Associazione Calcio Pavia nelle competizioni ufficiali della stagione 1981-1982.

## Stagione
Confermato sulla panca pavese il baffuto mister Franco Rondanini, profeta del gioco a zona, al timone di un Pavia molto rinnovato.
Il Pavia ha una buona partenza nel campionato di Serie C2, con tre vittorie nelle prime quattro giornate, un girone di andata con 18 punti raccolti. Poi un vistoso calo nel ritorno fa concludere il campionato a metà classifica a quota 33 punti.
La bella favola di Franco Rondanini dura fino al 19 aprile quando a Legnano gli azzurri, dopo essersi trovati in vantaggio per 3-1, vengono ribaltati e sconfitti 4-3.
Nelle ultime sei giornate la squadra pavese viene affidata a Paolo Gatti.
Con 15 reti è ancora una volta Virginio Negri a risultare il miglior marcatore stagionale pavese, seguito da Santino Pozzi autore di 9 reti. Nella Coppa Italia di Serie C il Pavia non si qualifica al turno successivo risultando 3º nel girone 7 delle qualificazioni.

## Rosa
| N. |                   | Ruolo | Calciatore         |
| -- | ----------------- | ----- | ------------------ |
|    | Italia (bandiera) | C     | Mauro Aguzzoni     |
|    | Italia (bandiera) | D     | Maurizio Benedetti |
|    | Italia (bandiera) | P     | Giuseppe Bifulco   |
|    | Italia (bandiera) | P     | Maurizio Brevi     |
|    | Italia (bandiera) | C     | Angelo Calzavacca  |
|    | Italia (bandiera) | D     | Ilario Cozzi       |
|    | Italia (bandiera) | D     | Francesco Crotti   |
|    | Italia (bandiera) | C     | Marco Dell'Amico   |
|    | Italia (bandiera) | D     | Antonio Dell'Oglio |

| N. |                   | Ruolo | Calciatore         |
| -- | ----------------- | ----- | ------------------ |
|    | Italia (bandiera) | D     | Luciano Fiorin     |
|    | Italia (bandiera) | A     | Marco Galli        |
|    | Italia (bandiera) | D     | Gianni Mauri       |
|    | Italia (bandiera) | D     | Giacomo Mela       |
|    | Italia (bandiera) | A     | Virginio Negri     |
|    | Italia (bandiera) | C     | Sandro Pietta      |
|    | Italia (bandiera) | A     | Santino Pozzi      |
|    | Italia (bandiera) | C     | Giacomo Samaden    |
|    | Italia (bandiera) | C     | Claudio Sangiorgio |

## Risultati

### Serie C2

#### Girone di andata
| Arbitro: | Frigerio (Milano) |

|  |           |           |
|  | Marcatori | 21’ Negri |

| Arbitro: | Sguizzato (Verona) |

|  |           |               |
|  | Marcatori | 66’ Lucchetti |

| Arbitro: | Marchese (Napoli) |

|  |           |                       |
|  | Marcatori | 27’ (rig.), 72’ Negri |

| Arbitro: | Ongaro (Rovigo) |

|          |           |  |
| Pozzi 5’ | Marcatori |  |

| Arbitro: | Gava (Conegliano) |

|                                  |           |  |
| Menconi 30’ Ottonello 88’ (rig.) | Marcatori |  |

| Arbitro: | Castronovo (Palermo) |

|                |           |  |
| Negri 15’, 55’ | Marcatori |  |

| Arbitro: | Ramacci (Latina) |

|                                              |           |                                                 |
| Barducci 22’ (rig.), 70’ (rig.) Visentin 80’ | Marcatori | 47’ Negri 56’ (aut.) Bertacchini 71’ Sangiorgio |

| Arbitro: | Tagliapietra (Vicenza) |

|             |           |  |
| Legnani 76’ | Marcatori |  |

| Pavia 15 marzo 1981 9ª giornata | Pavia             | 0 – 0 | Lecco | Stadio Comunale\| Arbitro: \| Scalise (Bologna) \| |
| Arbitro:                        | Scalise (Bologna) |       |       |                                                    |

| Bergamo 22 novembre 1981 10ª giornata | Virescit Boccaleone | 0 – 0 | Pavia | Campo Oratorio Boccaleone\| Arbitro: \| Bragagnolo (Torino) \| |
| Arbitro:                              | Bragagnolo (Torino) |       |       |                                                                |

| Arbitro: | Giometti (Genova) |

|                          |           |  |
| Dell'Oglio 48’ Galli 69’ | Marcatori |  |

| Arbitro: | Betti (Siena) |

|  |           |                         |
|  | Marcatori | 12’ Ramella 48’ Masuero |

| Arbitro: | Schiavon (Padova) |

|              |           |  |
| Lombardi 60’ | Marcatori |  |

| Arbitro: | Gabbrielli (Prato) |

|                |           |  |
| Calzavacca 21’ | Marcatori |  |

| Arbitro: | Pegno (Ercolano) |

|                      |           |                |
| Araldi 10’, 20’, 62’ | Marcatori | 18’ Sangiorgio |

| Arbitro: | Tonon (Conegliano) |

|                            |           |             |
| Negri 26’ Pozzi 42’ (rig.) | Marcatori | 78’ Molteni |

| Savona 17 gennaio 1982 17ª giornata | Savona          | 0 – 0 | Pavia | Stadio Valerio Bacigalupo\| Arbitro: \| Sanna (Alghero) \| |
| Arbitro:                            | Sanna (Alghero) |       |       |                                                            |

#### Girone di ritorno
| Arbitro: | Baldas (Trieste) |

|           |           |  |
| Negri 72’ | Marcatori |  |

| Arbitro: | Tarallo (Como) |

|                                |           |                               |
| Lucchetti 41’ Colloca 50’, 58’ | Marcatori | 32’ Dell'Oglio 52’ Sangiorgio |

| Arbitro: | De Luca (Napoli) |

|              |           |            |
| Aguzzoni 58’ | Marcatori | 53’ Moneta |

| Busto Arsizio 14 febbraio 1982 21ª giornata | Pro Patria         | 0 – 0 | Pavia | Stadio Carlo Speroni\| Arbitro: \| Felicani (Bologna) \| |
| Arbitro:                                    | Felicani (Bologna) |       |       |                                                          |

| Arbitro: | Valente (Monfalcone) |

|  |           |            |
|  | Marcatori | 79’ Zerbio |

| Casale Monferrato 28 febbraio 1982 23ª giornata | Casale              | 0 – 0 | Pavia | Stadio Natale Palli\| Arbitro: \| Pavanello (Legnano) \| |
| Arbitro:                                        | Pavanello (Legnano) |       |       |                                                          |

| Arbitro: | Castronovo (Palermo) |

|                  |           |                 |
| Pozzi 75’ (rig.) | Marcatori | 16’ Di Prospero |

| Arbitro: | Cicuti (Roma) |

|                         |           |                                 |
| Negri 1’, 31’ Pozzi 74’ | Marcatori | 4’ Brambilla 85’ (rig.) Paolini |

| Arbitro: | Padovan (Gorizia) |

|                                         |           |                     |
| Corti 46’ (rig.), 50’, 64’ Garofano 60’ | Marcatori | 44’ Pozzi 76’ Negri |

| Arbitro: | D'Alascio (Pisa) |

|           |           |  |
| Pozzi 90’ | Marcatori |  |

| Arbitro: | Pozzati (Alghero) |

|                                                 |           |                           |
| Savino 12’ Baldan 63’, 65’ Benedetti 87’ (aut.) | Marcatori | 6’ (rig.), 20’, 33’ Negri |

| Arbitro: | Ciaccio (Napoli) |

|               |           |  |
| Antonelli 65’ | Marcatori |  |

| Arbitro: | Gabbrielli (Prato) |

|                                                           |           |               |
| Pozzi 22’, 62’ Aguzzoni 43’ Sangiorgio 51’ Calzavacca 78’ | Marcatori | 24’ Bussalino |

| Arbitro: | Baldas (Trieste) |

|  |           |                     |
|  | Marcatori | 11’ Pozzi 42’ Negri |

| Arbitro: | Scancarello (Caltanissetta) |

|  |           |             |
|  | Marcatori | 22’ Colombi |

| Arbitro: | Barbaraci (Cagliari) |

|                                        |           |                |
| Bosisio 32’ Corti 65’ Confalonieri 75’ | Marcatori | 34’ Sangiorgio |

| Arbitro: | Fiorenza (Siena) |

|            |           |             |
| Pietta 65’ | Marcatori | 71’ Luccini |

### Coppa Italia

#### Fase a gironi
| Arbitro: | Ongaro (Rovigo) |

|  |           |              |
|  | Marcatori | 35’ Aguzzoni |

| 26 agosto 1981 2ª giornata |  | – Riposo |  |  |

| Pavia 30 agosto 1981 3ª giornata | Pavia            | 0 – 0 | Mantova | Stadio Comunale\| Arbitro: \| Scevola (Milano) \| |
| Arbitro:                         | Scevola (Milano) |       |         |                                                   |

| Arbitro: | Bin (Torino) |

|  |           |               |
|  | Marcatori | 31’ Mulinacci |

| 6 settembre 1981 5ª giornata |  | – Riposo |  |  |

| Arbitro: | Pampana (Pisa) |

|                                              |           |  |
| Gambin 27’ (rig.) Bresolin 34’, 78’ Assi 75’ | Marcatori |  |

## Statistiche

### Statistiche dei giocatori
| Giocatore | Serie C2 | Serie C2 | Serie C2    | Serie C2   | Coppa Italia Serie C | Coppa Italia Serie C | Coppa Italia Serie C | Coppa Italia Serie C | Totale   | Totale | Totale      | Totale     |
| Giocatore | Presenze | Reti     | Ammonizioni | Espulsioni | Presenze             | Reti                 | Ammonizioni          | Espulsioni           | Presenze | Reti   | Ammonizioni | Espulsioni |
| --------- | -------- | -------- | ----------- | ---------- | -------------------- | -------------------- | -------------------- | -------------------- | -------- | ------ | ----------- | ---------- |
| [[.]]     | .        | 0        | ?           | ?          | ?                    | ?                    | ?                    | ?                    | 0+       | 0+     | ?           | ?          |
| [[.]]     | .        | 0        | ?           | ?          | ?                    | ?                    | ?                    | ?                    | 0+       | 0+     | ?           | ?          |
| [[.]]     | .        | 0        | ?           | ?          | ?                    | ?                    | ?                    | ?                    | 0+       | 0+     | ?           | ?          |
| [[.]]     | .        | 0        | ?           | ?          | ?                    | ?                    | ?                    | ?                    | 0+       | 0+     | ?           | ?          |
| [[.]]     | .        | 0        | ?           | ?          | ?                    | ?                    | ?                    | ?                    | 0+       | 0+     | ?           | ?          |
| [[.]]     | .        | 0        | ?           | ?          | ?                    | ?                    | ?                    | ?                    | 0+       | 0+     | ?           | ?          |
| [[.]]     | .        | 0        | ?           | ?          | ?                    | ?                    | ?                    | ?                    | 0+       | 0+     | ?           | ?          |
| [[.]]     | .        | 0        | ?           | ?          | ?                    | ?                    | ?                    | ?                    | 0+       | 0+     | ?           | ?          |